# 瓦努阿瓦圖島

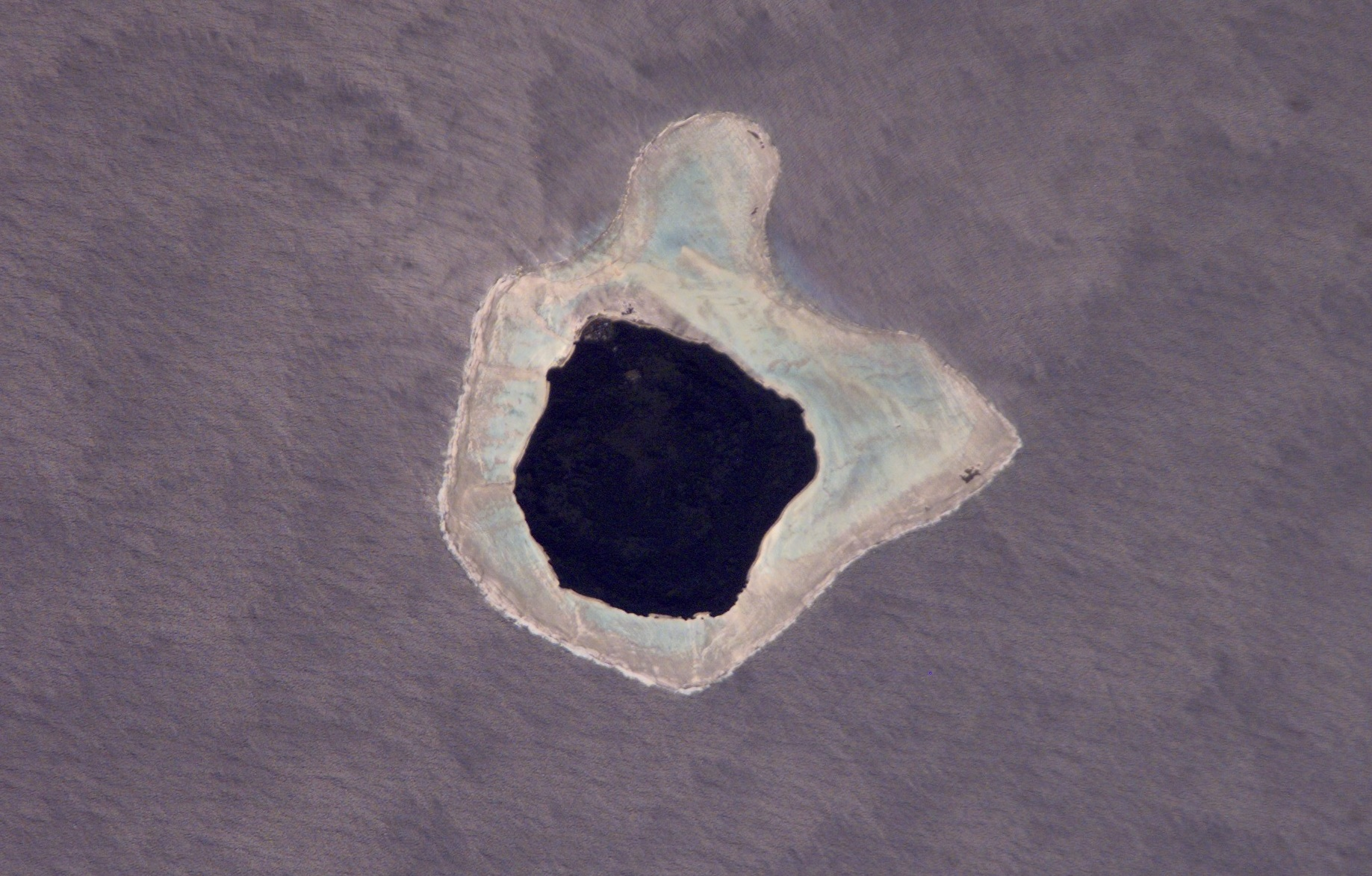

瓦努阿瓦圖島是斐濟的島嶼，位於拉肯巴島以西55公里的太平洋海域，屬於劳群岛的一部分，長2.2公里、寬2公里，面積3.5平方公里，最高點海拔高度94米。